# آپر کومرا، کوئینزلند
آپر کومرا (به انگلیسی: Upper Coomera) یک حومه شهر در استرالیا است که در کوئینزلند واقع شده‌است.